# Kristen Lange
Pour les articles homonymes, voir Lange.
Kristen Lange, née le 18 juin 1988 à Woodinville (Washington), est une joueuse professionnelle de squash représentant les États-Unis. Elle atteint en janvier 2020 la 51e place mondiale sur le circuit international, son meilleur classement.

## Biographie
Elle est la fille de Jackie et Richard Lange. Elle joue pour le College of Arts and Sciences de l'université de Pennsylvanie.